# 宝立町 (珠洲市)
宝立町（ほうりゅうまち）は、石川県珠洲市の地域名。かつては珠洲郡宝立町であった。

## 歴史
- 1908年（明治41年） - 鵜島村、黒峰村、見付村の3村が合併し宝立村となる。
- 1940年（昭和15年） - 町制施行。宝立町となる。
- 1954年（昭和29年） 7月15日 - 飯田町、正院町、上戸村、直村、若山村、蛸島村、三崎村、西海村の2町6村と合併して珠洲市となる。

## 町
以下、特記なき場合、珠洲市例規集より「町の区域」による。
- 宝立町鵜飼（うかい） - 旧・宝立町字鵜飼の区域
- 宝立町春日野（かすがの） - 旧・宝立町字春日野の区域
- 宝立町金峰寺（こんぽうじ） - 旧・宝立町字金峰寺の区域
- 宝立町柏原（かしはら） - 旧・宝立町字柏原
- 宝立町大町泥木（おおまちどろのき） - 旧・宝立町字大町泥木の区域
- 宝立町馬渡（まわたり） - 旧・宝立町字馬渡の区域
- 宝立町南黒丸（みなみくろまる） - 旧・宝立町字南黒丸の区域
- 宝立町鵜島（うしま） - 旧・宝立町字鵜島の区域
- 宝立町宗玄（そうげん） - 旧・宝立町字宗玄の区域
- 宝立町黒峰（くろみね） - 旧・宝立町字黒峰

## 観光地
- 見附島（みつけじま）

## 文化財

### 重要文化財（国指定）
- 白山神社本殿（春日野地区）

### 石川県指定有形文化財
- 白山神社木造獅子頭（春日野地区）

### 珠洲市指定有形文化財
- 八幡神社の石塔（南黒丸地区）
- 木造不動明王坐像（春日野地区、法住寺）
- 王舞面（春日野地区、春日神社）
- 木造金剛力士像・胎内文書（春日野地区、法住寺）
- 三杯焼竹根形花生（春日野地区）
- 絹本着色前田利家画像（鵜飼地区、妙珠寺）
- 大谷本願寺親鸞聖人絵伝（鵜飼地区、妙厳寺）
- 絹本着色方便法身尊像（鵜飼地区、妙厳寺）
- 絹本着色十六羅漢図（鵜飼地区、妙厳寺）
- 絹本着色仏涅槃図（金峰寺地区、金峰寺）
- 法住寺文書（春日野地区）
- 金銅装双竜環頭大刀柄頭（春日野地区）
- 珠洲焼仏像（鵜島地区、剣神社）
- 珠洲焼神像（柏原地区）
- 珠洲焼仏像（柏原地区）

### 珠洲市指定天然記念物
- 橋元家のクロマツ（宗玄地区）

## 施設
- 小屋ダム - 宝立町小屋地区にある珠洲市最大級のダム。
- 宝立町下水処理場 - 宝立町柏原（朝日）地区にある鵜飼地区対象の下水処理場。

## 行事
- 宝立七夕キリコ祭り
- 春日野の秋祭り
- 鵜島の曳山祭り
- 芸能祭
- 珠洲デカ曳山まつり

## 学校
珠洲市立宝立小中学校
珠洲市立宝立小学校および同宝立中学校の児童数・生徒数の減少をはじめ、小学校舎の老朽化・耐震基準の不適合により、現在の宝立中学校校舎を増改築し、教場とした。
石川県立飯田高等学校宝立校舎（旧、同県立珠洲実業高等学校）
1963年に旧宝立(鵜飼)小学校内で「石川県立飯田高等学校宝立分校」として開校。しかし、国内で三八問題が大きくクローズアップされ、また宝立町内に独立した高校が欲しいとの声が高まったことから、同町鵜飼地内に校舎が建設され、「石川県立珠洲実業高等学校」として1973年に開校。過去には「土木科」・「家庭科」・「商業科」があったが、2008年より募集を停止。後の2010年に石川県立飯田高等学校と統合されたが、既存校舎は温存され同高宝立校舎に改称。これを受け、旧珠洲実高履修科目を継承するに足る「総合学科（4コース）」が新設されることになり、同科履修生は実習の際にこの校舎を利用する。
石川県立七尾特別支援学校珠洲分校
かつて同市三崎町にあった校舎が手狭になったことから、同県立飯田高等学校宝立校舎の空き階を改修のうえ全面移転。2013年1月8日に開校。